# Alyam Alyam
Alyam Alyam es una película del año 1978.

## Sinopsis
Después de la muerte de su padre, el joven Abdelwahad debe desempeñar el papel de jefe de familia. Su presencia es crucial para la unidad familiar, más aún porque el joven debe alimentar a sus siete hermanos. Su madre Hlima, mujer de fuerza y carácter ejemplares, asume también su posición. Intenta disuadir a Abdelwahad cuando este le expresa su deseo de ir a trabajar a Francia. Ya no soporta la vida de los jóvenes de su edad en el medio rural. Rechaza la miseria y la ausencia de futuro, y comienza a hacer las gestiones necesarias para la obtención de un permiso de trabajo en Francia.

## Premios
- Mannheim-Heidelberg 1978
- Taormina 1978
- FESPACO 1979
- CICAE
- Cartago
- Damasco
- FIFEF